# Gmina Sveti Ilija
Gmina Sveti Ilija (chorw. Općina Sveti Ilija) – gmina w Chorwacji, w żupanii varażdińskiej. W 2011 roku liczyła  3511 mieszkańców.